# Maciej Małolepszy
Maciej Małolepszy (* 1972 in Gorzów Wielkopolski) ist ein polnischer Jurist und Hochschullehrer an der Europa-Universität Viadrina in Frankfurt (Oder).

## Leben
Małolepszy studierte 1992 bis 1997 Rechtswissenschaften an der Universität Frankfurt (Oder). 1997 legte er an der Universität Posen sein Magisterexamen ab. Von 1998 bis 2001 leistete er sein Referendariat an der Rechtsanwaltskammer in Zielona Góra ab, wo er 2001 sein Examen ablegte, was dem deutschen Zweiten Staatsexamen entspricht. 2006 vollendete er in Frankfurt bei Jan C. Joerden seine Promotion zum Dr. iur.
Anschließend arbeitete er ab 2007 als wissenschaftlicher Assistent an der Pädagogischen Fakultät der Universität Zielona Góra und gleichzeitig als Dozent für Strafrecht bei der Rechtsanwaltskammer in Zielona Góra. Ab 2008 vertrat er einen Lehrstuhl an der Universität Frankfurt (Oder). Seit 2009 hat er den ordentlichen Lehrstuhl für Polnisches Strafrecht an der Universität Frankfurt (Oder) inne. 2013 schloss Małolepszy seine Habilitation ab und erhielt die venia legendi für die Fächer Deutsches und Polnisches Straf- und Strafprozessrecht, Rechtstheorie sowie Strafrechtsvergleichung.

## Veröffentlichungen (Auswahl)
- Geldstrafe und bedingte Freiheitsstrafe nach deutschem und polnischem Recht - Rechtshistorische Entwicklung und gegenwärtige Rechtslage im Vergleich. Duncker & Humblot, Berlin 2007, ISBN 978-3-428-12177-9 (Dissertation).
- Pomocniczy model wykonywania samoistnej kary grzywny (deutsch: Hilfsmodell der Vollstreckung von selbstständigen Geldstrafen). Wydawnictwo Nauka I Innowacje, Posen 2014, ISBN 978-83-63795-66-5 (polnisch).
- Deutsche und polnische Auslegungs- und Argumentationskultur im Strafrecht - Eine vergleichende Analyse der Rechtsprechung von Bundesgerichtshof und Oberstem Gericht. Duncker & Humblot, Berlin 2015, ISBN 978-3-428-14668-0 (Habilitationsschrift).